# Gran Premio de Finlandia de Motociclismo de 1968
El Gran Premio de Finlandia de Motociclismo de 1968 fue la novena prueba de la temporada de 1968 del Campeonato Mundial de Motociclismo. El Gran Premio se disputó el 4 de agosto de 1968 en el Circuito de Imatra.

## Resultados 500cc
En la categoría reina, la moto rusa Vostoks regresaba y parecía que funcionaba. Endel Kiisa continuó con su Vostok dos vueltas detrás de Giacomo Agostini y en la tercera incluso le superó. Billie Nelson (Hannah - Paton) y Jack Findlay (McIntyre - Matchless) no estaban muy lejos de ellos. Sin embargo, en la cuarta, Kiisa tuvo que ir al box para finalmente retirarse, pero tanto Nelson como Findlay también pasaron a Agostini. Pero en la séptima vuelta, Agostini les superó y se marchó con 5 o 6 segundos por vuelta. La batalla por el segundo lugar siguió siendo emocionante, pero fue entre Nelson y Findlay, mientras que Derek Woodman los alcanzaba lentamente. Nelson tuvo que cerrar el gas por problemas mecánicos y fue pasado por Woodman. Al final, también pasó a Findlay. Findlay logró defenderse y al final el intento de Woodman de superarle fracasó porque Agostini lo obstaculizó. El cuarto lugar fue un éxito para los rusos: Nikolai Sevostianov se convirtió en cuarto con el Vostok.

| Pos.    | Piloto              | Equipo       | Tiempo     | Pts. |
| ------- | ------------------- | ------------ | ---------- | ---- |
| 1       | Giacomo Agostini    | MV Agusta    | 57' 51" 9  | 8    |
| 2       | Jack Findlay        | Matchless    | +1 Vuelta  | 6    |
| 3       | Derek Woodman       | Seeley       | +1 Vuelta  | 4    |
| 4       | Nikolai Sevostianov | CKEB Vostok  | +1 Vuelta  | 3    |
| 5       | John Dodds          | Norton       | +1 Vuelta  | 2    |
| 6       | Gyula Marsovszky    | Matchless    | +1 Vuelta  | 1    |
| 7       | Billie Nelson       | Hannah Paton | +1 Vuelta  |      |
| 8       | Kel Carruthers      | Norton       | +2 Vueltas |      |
| 9       | Pentti Lehtelä      | Matchless    | +2 Vueltas |      |
| 10      | Hannu Kuparinen     | Matchless    | +2 Vueltas |      |
| 11      | Matti Salonen       | Yamaha       |            |      |
| 12      | Wolfgang Stropek    | Norton       |            |      |
| 13      | Osmo Hansen         | Matchless    |            |      |
| Ret     | Keith Tuner         | Matchless    | Ret        |      |
| Ret     | Bosse Brolin        | Matchless    | Ret        |      |
| Ret     | Rodney Gould        | Norton       | Ret        |      |
| Ret     | Ralf Engelhardt     | Norton       | Ret        |      |
| Ret     | Endel Kiisa         | CKEB Vostok  | Ret        |      |
| Ret     | Taneli Lepo         | Matchless    | Ret        |      |
| Ret     | Toive Lehtinen      | Norton       | Ret        |      |
| Ret     | Bosse Granath       | Seeley       | Ret        |      |
| Ret     | Ilari Pekkinen      | Norton       | Ret        |      |
| Fuente: |                     |              |            |      |

## Resultados 250cc
La amistad entre los compañeros de equipo Bill Ivy y Phil Read había terminado y en Finlandia la carrera, que comenzó después de una fuerte tormenta, también fue entre estos dos. Ivy lideró ocho vueltas, pero luego Read lo pasó. En la décima vuelta, Ivy aceleró demasiado rápido en una chicana, lo que lo hizo caer y lesionarse levemente. La carrera terminó allí en realidad. Heinz Rosner se posicionó en segundo lugar hasta el final con su MZ RE 250. Solo se clasificaron siete conductores.

| Pos. | Piloto             | Equipo         | Tiempo       | Pts. |
| ---- | ------------------ | -------------- | ------------ | ---- |
| 1    | Phil Read          | Yamaha         | 1h 04' 55" 3 | 8    |
| 2    | Heinz Rosner       | MZ             | +2' 02"      | 6    |
| 3    | Rodney Gould       | Bultaco-Yamaha | +1 Vuelta    | 4    |
| 4    | Ginger Molloy      | Bultaco        | +1 giro      | 3    |
| 5    | László Szabó       | MZ             | +1 Vuelta    | 2    |
| 6    | Gyula Marsovszky   | Bultaco        | +2 Vueltas   | 1    |
| 7    | Matti Makila       | Yamaha         | +2 Vueltas   |      |
| Ret  | Timo Vainio        | Yamaha         | Ret          |      |
| Ret  | Bill Ivy           | Yamaha         | Ret          |      |
| Ret  | Matti Salonen      | Yamaha         | Ret          |      |
| Ret  | Jack Findlay       | Aermacchi      | Ret          |      |
| Ret  | Esko Puputti       | Yamaha         | Ret          |      |
| Ret  | Jukka Petäjä       | Yamaha         | Ret          |      |
| Ret  | Martti Pesonen     | Yamaha         | Ret          |      |
| Ret  | Jean-Pierre Naudon | Bultaco        | Ret          |      |
| Ret  | Teuvo Länsivuori   | Yamaha         | Ret          |      |
| Ret  | Hannu Kuparinen    | Suzuki         | Ret          |      |
| Ret  | Seppo Kangasniemi  | Kawasaki       | Ret          |      |
| Ret  | Bosse Grannath     | Kawasaki       | Ret          |      |
| Ret  | Bo Brolin          | Aermacchi      | Ret          |      |
| Ret  | Hartmut Bischoff   | MZ             | Ret          |      |
| Ret  | Keith Turner       | Aermacchi      | Ret          |      |
| Ret  | Gordon Keith       | Yamaha         | Ret          |      |
| Ret  | Kent Andersson     | Yamaha         | Ret          |      |

## Resultados 125cc
Después de la discusión abierta entre Phil Read y Bill Ivy después del GP de Checoslovaquia, no hubo cuartel en Finlandia. Read inicialmente tomó la delantera pero después de ocho vueltas, Ivy se colocó por detrás de él y después de doce vueltas, el tercer hombre, Heinz Rosner, ya había sido doblado por el dúo de cabeza. Sin embargo, Ivy había exigido tanto a sus frenos que tuvo que ir al box para ajustar su freno delantero. Eso le hizo renunviar a la victoria y convertir a Read en el nuevo campeón mundial final de 125cc. De hecho, Read ya había sido campeón mundial antes, pero nadie lo pudo saber en ese momento porque se suponía que había un Gran Premio de Japón pero se canceló.
| Pos. | Piloto            | Moto     | Tiempo     | Pts. |
| ---- | ----------------- | -------- | ---------- | ---- |
| 1    | Phil Read         | Yamaha   | 52' 40" 2  | 8    |
| 2    | Bill Ivy          | Yamaha   | +44"       | 6    |
| 3    | Heinz Rosner      | MZ       | +1 Vuelta  | 4    |
| 4    | Friedhelm Kohlar  | MZ       | +1 Vuelta  | 3    |
| 5    | Jürgen Lenk       | MZ       | +1 Vuelta  | 2    |
| 6    | Thomas Heuschkel  | MZ       | +2 Vueltas | 1    |
| 7    | Ginger Molloy     | Bultaco  | +2 Vueltas |      |
| 8    | Kent Andersson    | MZ       | +2 Vueltas |      |
| 9    | Rolf Schmid       | Honda    | +2 Vueltas |      |
| 10   | Kel Carruthers    | Honda    | +2 Vueltas |      |
| 11   | Jarno Saarinen    | Tunturi  |            |      |
| 12   | Bosse Granath     | MZ       |            |      |
| 13   | Seppo Kangasniemi | Kawasaki |            |      |
| 14   | Ruud Breedt       | Honda    |            |      |
| Ret  | László Szabó      | MZ       | Ret        |      |
| Ret  | Günter Bartusch   | MZ       | Ret        |      |
| Ret  | Hartmut Bischoff  | MZ       | Ret        |      |
| Ret  | Jan Huberts       | MZ       | Ret        |      |
| Ret  | Bosse Brolin      | Honda    | Ret        |      |
| Ret  | John Dodds        | Bultaco  | Ret        |      |
| Ret  | Gordon Keith      | Montesa  | Ret        |      |